# Koetsovo
Koetsovo (Bulgaars: Куцово) is een klein dorpje in het zuidoosten van Bulgarije. Zij is gelegen in de gemeente Tsjernootsjene in de oblast Kardzjali. Het dorp ligt ongeveer 18 km ten noorden van Kardzjali en 187 km ten zuidoosten van de hoofdstad Sofia.

## Bevolking
In de eerste telling van 1934 registreerde het dorp 123 inwoners. Dit aantal bereikte in 1946 met 125 inwoners een hoogtepunt. Sindsdien neemt het inwonersaantal echter drastisch af. Op 31 december 2019 werden er slechts 5 inwoners geteld.
Het dorp heeft een zeer ongunstige leeftijdsopbouw en dreigt op korte termijn ontvolkt te raken. In februari 2011 telde het dorp 6 inwoners, waarvan 0 tussen de 0-14 jaar oud (0%), 2 inwoners tussen de 15-64 jaar (33%) en 4 inwoners van 65 jaar of ouder (67%).